# 렉싱턴급 항공모함
렉싱턴급 항공모함(Lexington class aircraft carrier)는 미 해군 항공모함의 함급 중 하나이다. 순양전함의 함체를 다른 급으로 개조한 최초의 대형 정규 항모이다.

## 개요
제1차 세계대전 이후, 미 해군은 다니엘즈 플랜(Daniels Plan)에 근거하여 해군의 확장 계획을 실시하고 있었다. 그 중, 40.6 cm 포 8문을 장비한 렉싱턴급 순양전함 6척도 계획에 포함되어있었다. 그러나, 이 계획은 워싱턴 조약으로 인해 중지되었다. 그리고 그 선체를 이용하여 2척의 대형 항모로 개조되었다.
함교는 함의 우현에 있고, 또, 증기 터빈에 의한 터보-일렉트릭 방식을 기관으로 하고 있었기 때문에, 큰 굴뚝을 가지고 있었다.

## 같이 보기
- USS 사라토가 (CV-3)

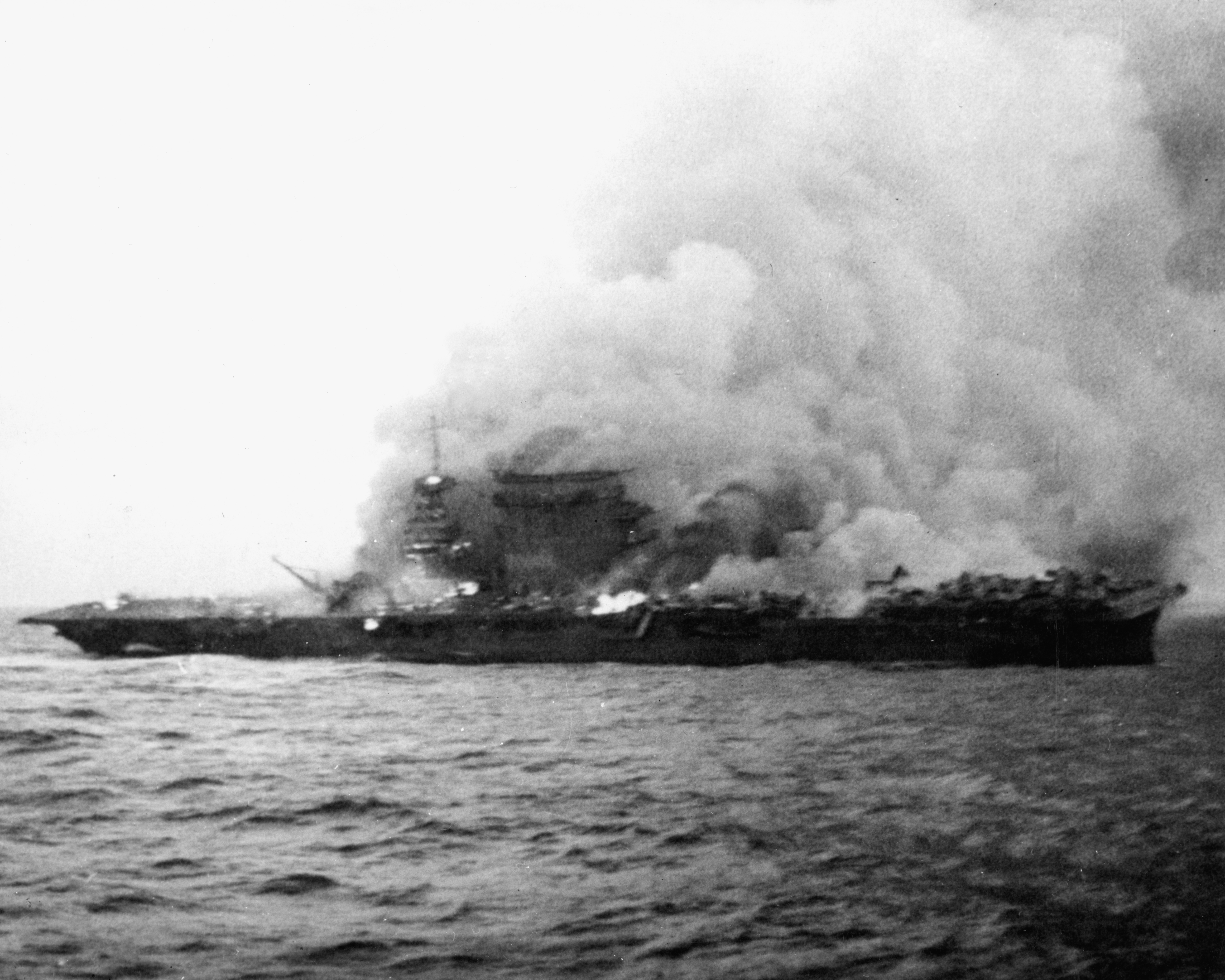
불타는 렉싱턴
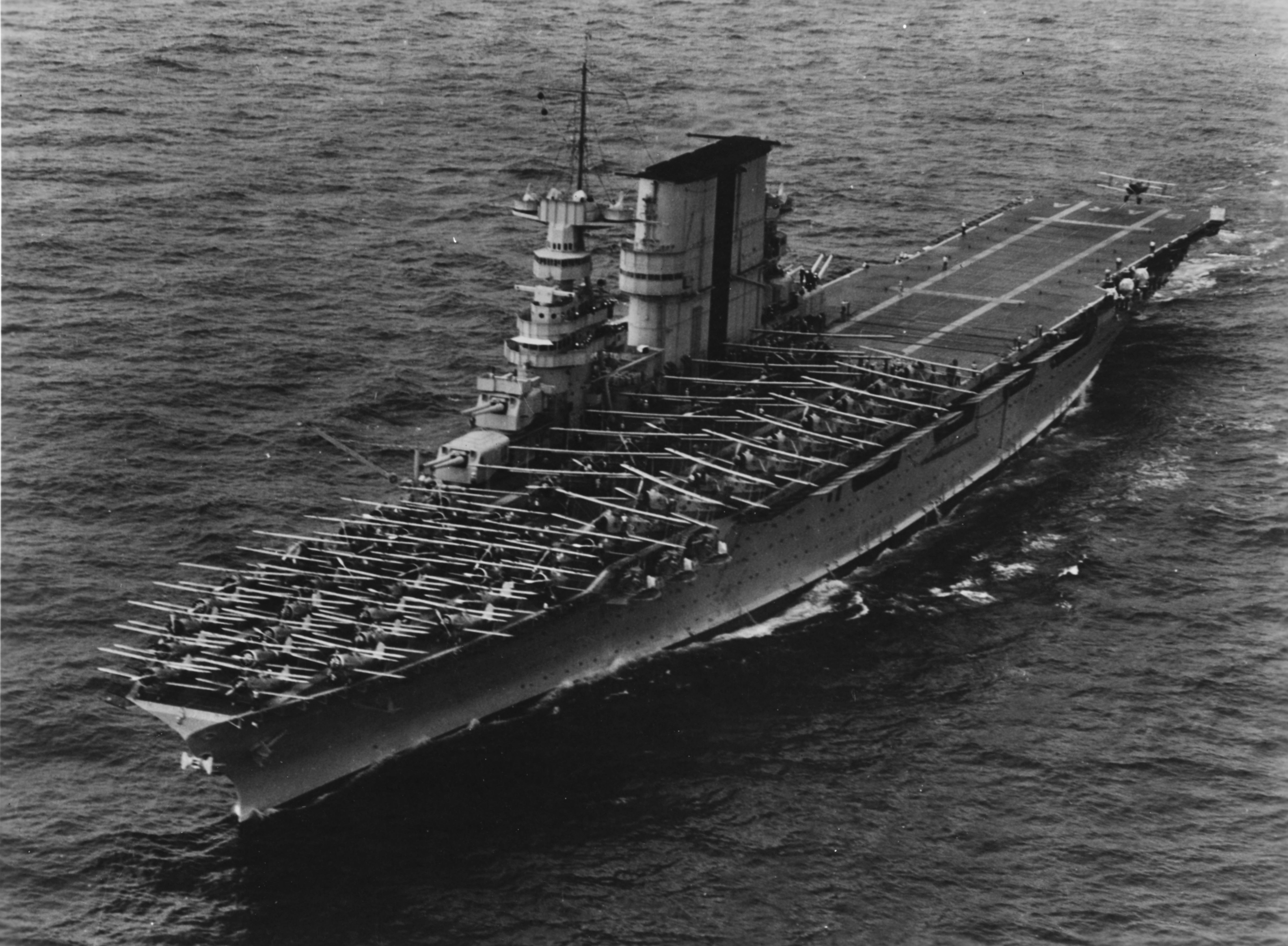
USS 사라토가 (CV-3)